# 王洙 (萬曆進士)
王洙（1567年—1590年代），字毓泰，號孔泉，山東萊州府掖縣人，明朝政治人物。

## 生平
王洙是萬曆七年（1579年）的山東鄉試舉人第十七名，二十三年（1595年）成三甲進士，先在禮部觀政，本年八月獲授永年知縣，二十六年（1598年）考察去職，不久去世。

## 家族
曾祖王滢；祖父王寄，壽官；父王錫卿，教谕。。前母李氏，母丘氏。慈侍下。兄汝忠（舉人、知縣）。弟瀾（廪生）、泮（省祭）、淇、沂。娶徐氏；继张氏、于氏。子懋釐、釐貺、懋嘉。

## 引用
1. 1 2  光緒《掖縣全志·卷三》：進士……萬厯……乙未朱之蕃榜 王洙 字毓泰，錫卿子，任永年知縣……舉人……萬厯……己卯 王洙 見進士
2. ↑  光緒《永年縣志·卷二十一·職官表》：知縣……萬厯……王洙 掖縣進士
3. ↑  《萬曆乙未科進士同年序齿録》：王洙，字毓泰，號孔泉，行一，丁卯十月二十八日生。治诗经。山東萊州府掖县人。曾祖滢。祖寄，壽官。父錫卿，教谕。前母李氏，母丘氏。慈侍下。兄汝忠（舉人、知縣）。弟瀾（廪生）、泮（省祭）、淇、沂。娶徐氏；继张氏、于氏。子懋釐、釐貺、懋嘉。己卯鄉試第十七名，會試第二百七十九名，廷試三甲第七十七名。禮部觀政，本年八月授直隶永年縣知縣，戊戌考察降調卒。
4. 1 2  《萬曆二十三年乙未科進士履歷便覽》：王洙，曾祖□；祖奇□；父□□【錫卿】，□□。孔泉，詩一房，丁卯□月二十八日生，掖縣人，己卯十七名，會試一百七十九名，三甲七十七名，禮部觀政，授永年知縣，戊戌□□，□□【庚子？】卒。